# 协约国武装干涉俄国内战
协约国武装干涉俄国内战（俄语：Интервенция союзников в Россию）是指在1918年到1920年期间，英國、法國、加拿大、美国、日本、中国和其他一些第一次世界大战中的协约国，对俄國內戰进行的武装干涉。  
在协约国武装干涉期间，外国军队的军事存在被布尔什维克有效地用于爱国宣传，影响了俄国人民，最终赢得了内战的胜利。

## 协约国干涉的动机
1917年3月发生了许多改变第一次世界大战进程的事件。随着俄罗斯帝国罗曼诺夫王朝皇帝尼古拉二世的退位和俄罗斯临时政府的成立，美国总统伍德罗·威尔逊對加入协约国一方参战的最后保留不再存在。因此美国参战，反对新成立的蘇俄政府，而亚历山大·克伦斯基领导的俄国临时政府保证继续在东部战线与德意志帝国战斗。为了使俄国临时政府能够完成其继续同德意志帝国战争的保证，美利坚合众国开始向其提供经济和技术援助。
在东部战线，俄国军队被证实不是德国和奥匈帝国军队的对手。1917年6月18日俄国人的攻势被德意志帝国军的反攻压倒性地击败。士气受挫的俄国军队，深受兵变和士兵逃跑的困扰，东部战线迅速崩溃。
1917年10月十月革命推翻了克伦斯基的临时政府，5个月后俄罗斯苏维埃联邦社会主义共和国与德国签署了布列斯特-立陶夫斯克条约，正式在东方战线结束了战争。这使得德国人可以重新部署军力，调往西部战线，在那里耗尽了英国和法国军队，当时尚未得到美國遠征軍的支援。
日本在這次戰爭的介入有其複雜的因素：日本在這次戰爭派出的军队人数是各國中最多的，在吞併了臺灣、南樺太、朝鮮後，日本有非常強烈興趣去增強其在遠東的影響力、甚或再擴展其版圖。

## 协约国军队
以下數量的外國士兵進軍俄羅斯： 
- 28,000 日本（後來增兵至70,000）
- 50,000 捷克斯洛伐克
- 24,000 希臘
- 40,000 英国
- 13,000 美国
- 12,000 法国
- 12,000 波兰
- 4,000 加拿大
- 4,000 塞尔维亚
- 4,000 罗马尼亚
- 2,500 意大利
- 2,000 中華民国
- 150 澳大利亞

## 各地戰事

### 北俄羅斯

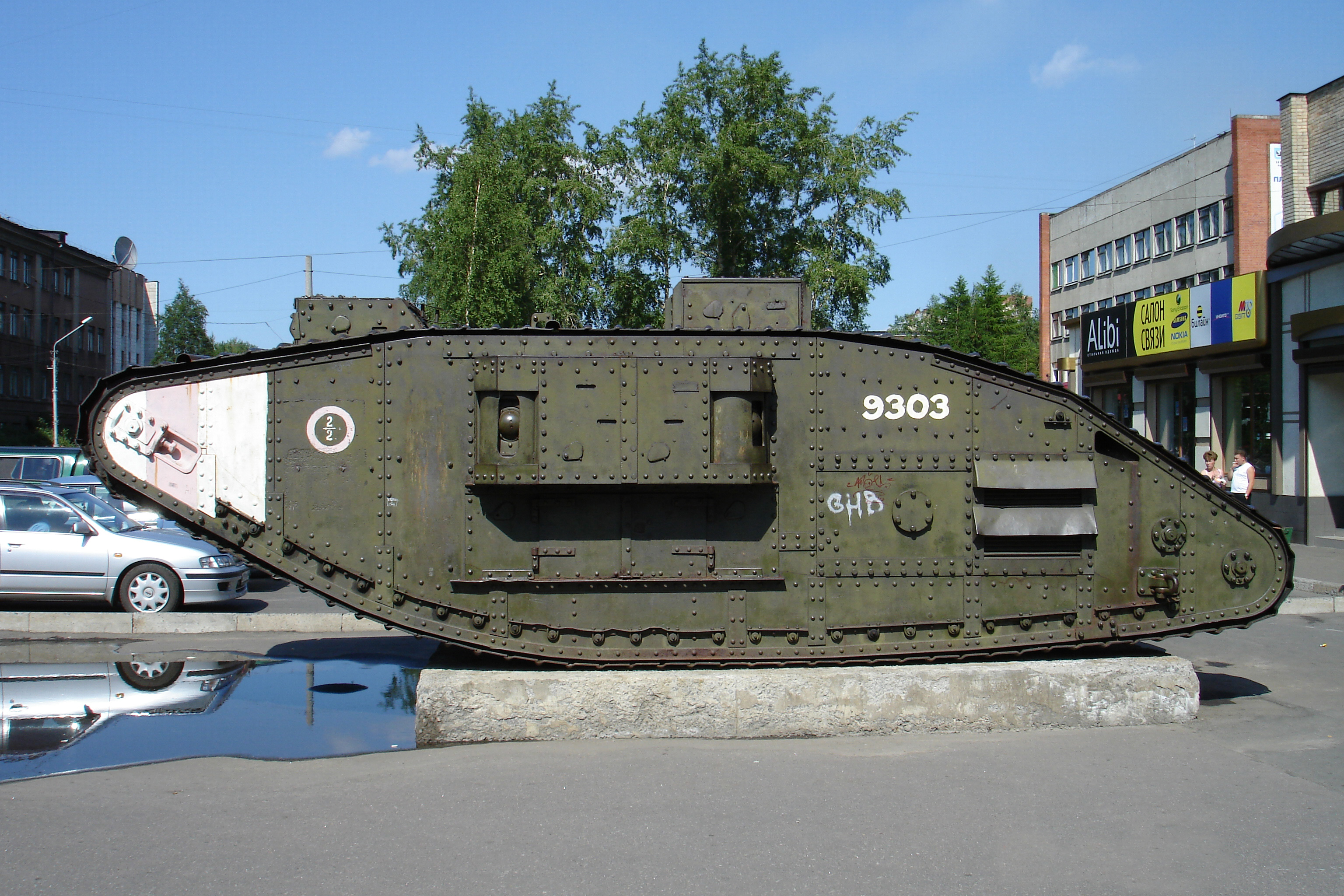
在阿尔汉格尔斯克缴获的Mark V坦克。

協約國軍隊支持白俄軍，並參與俄羅斯內戰。該行動最終被擊敗，而聯軍在對付布爾什維克的一系列防禦行動（例如布爾什葉·奧澤基戰役）後，撤出了俄羅斯北部。這場行動從第一次世界大戰的最後幾個月的1918年6月持續到1919年10月。
1918年11月底，英军少将威廉·埃蒙德·艾恩赛德任协约国北俄干涉军总司令，所屬軍隊包括：
- 英国陆军: 英国陆军步兵第236旅（英语：236th Brigade (United Kingdom)）, 皇家工兵团第548邓迪要塞工兵部队（英语：Dundee Fortress Royal Engineers）, 皇家苏格兰团（英语：Royal Scots）第10营, 皇家都柏林燧发枪团（英语：Royal Dublin Fusiliers）一部, 曼彻斯特团第52营（英语：52 Bn Manchester Regt.）)
- 英国皇家海军 (美国海军第53分遣队的水兵–包括Harold Gunnes（英语：Harold Gunnes） – 巡洋舰USS Olympia C-6)
- 英国皇家空军 Fairey Campania（英语：Fairey Campania）与Sopwith Baby（英语：Sopwith Baby）水上飞机，以及索普威思·骆驼式战斗机)[1]
- 法国陆军 (第21殖民地营)
- 加拿大皇家炮兵（英语：Royal Regiment of Canadian Artillery） 第16旅第67、第68炮兵营
- Slavo-British Allied Legion（英语：Slavo-British Allied Legion） (SBAL)英国训练的反布尔什维克武装，包括Dyer's Battalion（英语：Dyer's Battalion）
- 俄国白军 ：克伦斯基临时政府的军队，由自称“北俄罗斯总督”的葉夫根尼·米勒中将领导指挥。
- 美国陆军, 编成美国北俄远征军（英语：American North Russia Expeditionary Force） (即北极熊远征军（英语：Polar Bear Expedition）)辖：美国陆军第310工兵团（英语：310th Engineers）, 美国陆军第399步兵团（英语：339th Infantry）（“底特律自己的”部队）, 美国陆军第337野战医院（英语：337th Field Hospital）, 美国陆军第337救护连（英语：337th Ambulance Company）)，共计近5500人。西班牙流感暴发流行。244人阵亡或者其他亡，305人受伤，超过100人死于流感，1人自杀。
- 美国陆军, 美国陆军第167铁路连（英语：167th Railroad Company） 、美国陆军第168铁路连（英语：168th Railroad Company），1919年4月派来维护摩尔曼斯克-彼得格勒铁路线。共计500人。
- 波兰军队
- 塞尔维亚军队
- 意大利军队
- 英国北俄接替部队（英语：British North Russian Relief Force），1919年5月抵达接受美军撤走后留下的防务。

### 波羅的海地區與西北俄罗斯
儘管愛沙尼亞軍隊已經控制了該國，但對立的第七軍和愛沙尼亞紅軍仍然活躍。愛沙尼亞高級指揮部決定將其防線越過邊界推入俄羅斯，以支持俄羅斯白軍北部軍團。他們在納爾瓦發動攻勢，令人驚奇地擊敗了蘇維埃，並摧毀第6師。英國皇家海軍、愛沙尼亞海軍和陸戰隊在芬蘭灣沿岸為這次襲擊提供了支援。隨著前線的接近，克拉斯納亞·戈爾卡堡壘的駐軍叛變。但是第七紅軍獲得增援並發動反攻，將白俄軍推回前線，直到前線在盧加河和薩巴河的愛沙尼亞第一師的支援下得以穩定。
愛沙尼亞對普斯科夫的攻勢於1919年5月13日全面展開。其佩特塞里戰鬥群摧毀了愛沙尼亞紅軍，於5月25日占領了該鎮，並清理了愛沙尼亞和韋利卡亞河之間的領土。幾天后，北方軍進入普斯科夫。1919年6月19日，愛沙尼亞總司令约翰·拉伊多内撤消了白俄軍的指揮，並將其改名為西北軍。此後不久，尼古拉·尤登尼奇將軍接管了部隊。[32]
西北軍計劃於1919年7月10日發動下一次進攻，但期望盟軍支援的武器和物資並未到達。愛沙尼亞人也不希望繼續進行毫無結果的戰爭，因為自1919年4月最初的和平出現以來，俄國布爾什維克政府已經保證承認獨立的愛沙尼亞國家。因此，當英國高夫將軍於8月8日要求愛沙尼亞人向尤登尼奇提供軍事援助時，愛沙尼亞人反過來要求尤登尼奇和同盟國先承認他們的國家。高夫的副手弗蘭克·馬什準將要求尤登尼奇立即頒布一項法令，以建立由彼得格勒、普斯科夫和諾夫哥羅德組成的西北俄羅斯地區政府，以正式保證在法律上承認愛沙尼亞。8月16日，《泰晤士報》公開了這一交易，激怒了外交部和戰爭內閣，並導致減少對尤登尼奇的進一步軍事援助。
但是，西北軍於10月9日啟動了「白劍行動」，這是攻占彼得格勒的最後一項重大努力，由英國和法國提供武器，並得到愛沙尼亞陸軍、愛沙尼亞海軍和英國皇家海軍的作戰支援。愛沙尼亞和英軍對克拉斯納亞·戈爾卡發動了聯合海陸進攻，而愛沙尼亞第二師試圖將第十紅師推過韋利卡亞河，第三師向佩塔洛沃和奧斯特羅夫發起攻擊。西北軍接近離彼得格勒16公里（10英里）處，但紅軍將其擊退回到納爾瓦河。愛沙尼亞高級指揮部對白俄人不信任，解除其武裝並拘捕退回國界的西北軍殘部。

### 南俄罗斯与乌克兰
在停戰後一個月的1918年12月18日，法國人佔領了敖德薩和塞瓦斯托波爾。這開始了對俄羅斯南部（後來的烏克蘭）的干預，該干預旨在援助和供應鄧尼金將軍的白軍（志願軍），在那裡與布爾什維克作戰。該行動主要包括法國和希臘軍隊。到1919年4月，在尼吉福·格里戈列耶夫的軍隊發動進攻之後，他們撤出了戰場，而白軍對莫斯科的進軍也失敗了。弗蘭格爾將軍在克里米亞改組了軍隊。但是，隨著局勢的惡化，他和他的士兵們於1920年11月14日搭乘盟軍船隻逃離了俄羅斯。

### 比萨拉比亚
在Rumcherod的布爾什維克部隊襲擊了比薩拉比亞地區之後，羅馬尼亞揚·約內爾·布勒蒂亞努政府決定介入，並於1918年1月26日（舊曆1月13日），由歐內斯特·布羅蒂亞努將軍率領的第11步兵師進入基希訥烏。布爾什維克部隊撤退到提基納，戰鬥結束後撤退至德涅斯特河以外。提基納戰役是1918年比薩拉比亞戰役的兩次重要交戰之一。它持續了五天，從1月20日至25日，並以羅馬尼亞人的勝利而告終，儘管羅馬尼亞人傷亡慘重（141人死亡）。羅馬尼亞軍隊繳獲了800支槍。

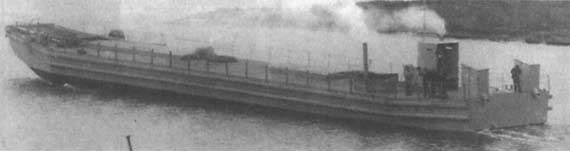
Russud級船隻

1月27日至2月3日期間，第二場重要戰役在維爾科沃進行。布爾什維克軍艦（包括三艘頓涅茨克級砲艦）的行動成功地將羅馬尼亞人推遲了幾天，但羅馬尼亞砲兵摧毀了岸上的布爾什維克砲兵觀察所後，由於無法再調整和校正目標，艦隻不得不在2月3日撤退。當天晚些時候，羅馬尼亞軍隊佔領了維爾科沃。羅馬尼亞人繳獲了Russud級登陸艇K-2，以及另外八艘裝有八門152毫米Obuchov炮的駁船。

### 西伯利亚

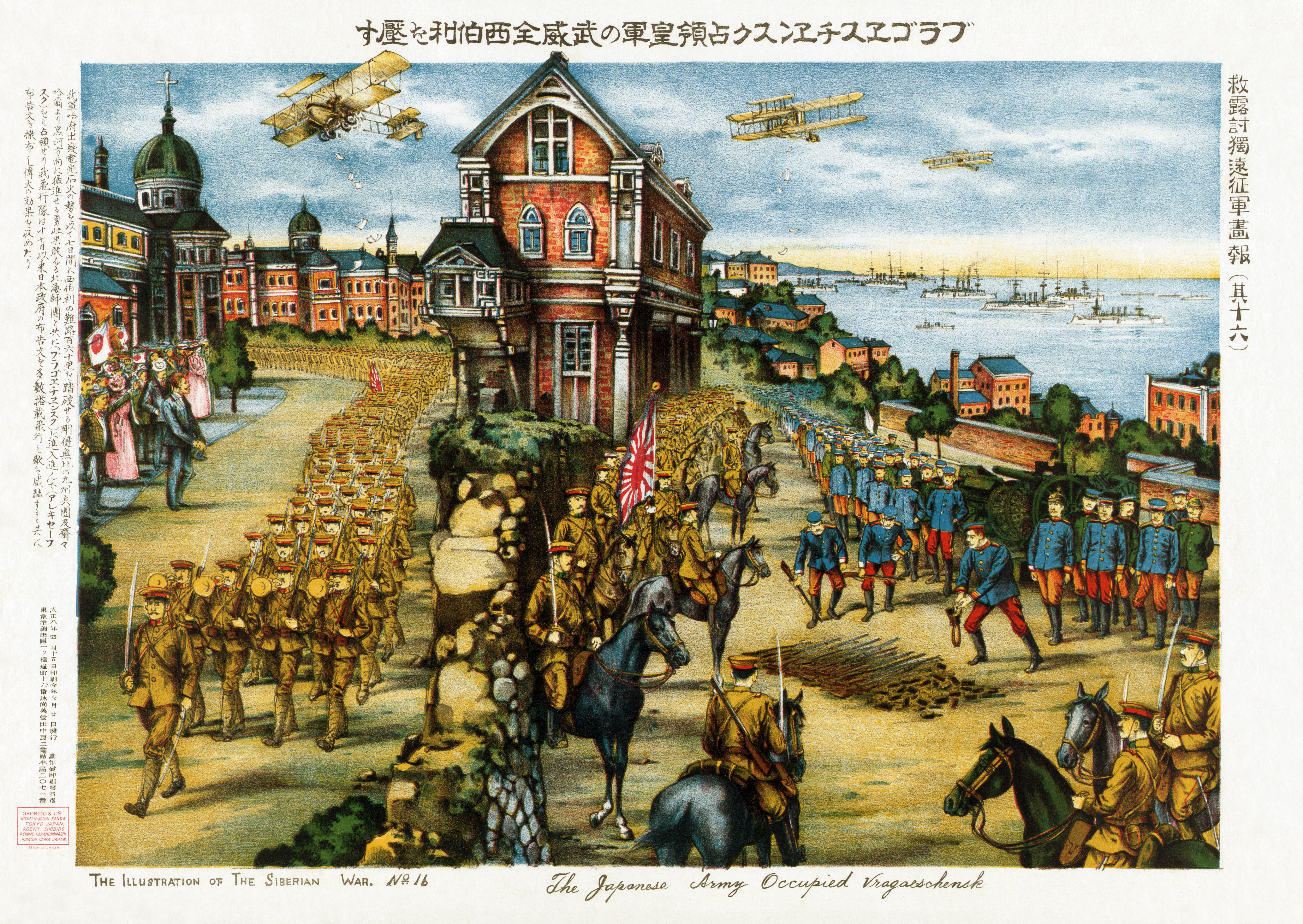
時一幅日本宣傳海報顯示日本軍隊進駐海兰泡。

1918年8月协约國開始對其聯合干預。日本為了因應协约國的要求，出兵經由海參崴進入西伯利亞，並沿著中俄邊界部署了70,000多名士兵。之後最先加入日本出兵的是英軍，後來又有美國、加拿大、法國和意大利軍隊加入。到達海參崴的捷克斯洛伐克軍團的士兵向協約國聯軍表示歡迎。美國部署了來自美屬菲律賓的第27步兵團和第31步兵團，並部署了來自弗里蒙特營區的第12、13和62步兵團。
自1918年起，中國向西伯利亞和北俄羅斯派出了2,300人的部隊，此前該地區的華人社區要求保護自己免受戰爭的混亂和暴力侵害。這些士兵中的許多人後來叛逃到紅軍，在共產黨的一邊戰鬥。中國軍隊與布爾什維克和哥薩克人作戰。
原本預期日本只派出約7,000名士兵參加這次行動，但在他們參與西伯利亞的行動結束時已部署了70,000人。以如此龐大的部隊進行救援行動，使聯軍對日本的意圖懷有戒心。9月5日，日本人與捷克軍團的先鋒隊連繫起來。幾天后，英國、意大利和法國的特遣隊也加入了捷克人的行列，以試圖在烏拉山脈之外重建東方戰線。結果是歐洲的協約國聯軍向西跋涉。在此期間，加拿大人大部分時間都留在海參崴。日本人出於自己的目標，拒絕前往貝加爾湖以西。美國人對日本的意圖感到懷疑，他們也留在後方以留意它們。到了11月，日本人佔領了赤塔以東的濱海邊疆州和西伯利亞的所有港口和主要城鎮。
從1918年夏天開始，協約國就向白俄人提供支援。兩個反布爾什維克派之間存在緊張關係，亞歷山大·高爾察克海軍上將領導的白俄政府軍與格里高里·謝苗諾夫和伊万·卡爾梅科夫領導的哥薩克人之間的關係也受到阻礙。
除了一直待到1922年的日本人外，所有聯軍到1920年都已撤離。

### 高加索
1917年，一支少於1,000名的澳大利亞、英國和加拿大聯軍（從美索不達米亞和西部戰線撤出），伴隨著裝甲車從哈馬丹向卡扎爾波斯地區部署了約350公里（220英里）。它以其指揮官萊昂內爾·鄧斯特維爾將軍命名。其任務是收集信息，訓練和指揮當地部隊，並防止德國勢力的擴散。
後來，鄧斯特維爾被告知要保護巴庫油田。最初，這支部隊在安扎利被3,000名俄羅斯布爾什維克部隊牽制，但隨後乘船前往裡海的巴庫港。這是精稅的奧斯曼帝國軍隊的主要攻擊目標，鄧斯特維爾部隊在1918年9月遭受了短暫的殘酷圍困，之後被迫撤離。
但是，在第一次世界大戰中被擊敗之後，奧斯曼帝國不得不在1918年11月中旬從阿塞拜疆邊界撤出其部隊。在威廉·湯姆森將軍的率領下，由5,000名士兵組成的英國部隊於11月17日抵達巴庫，在阿塞拜疆民主共和國首都實施戒嚴令，直到“人民的力量強大到足以使部隊擺脫維持公共秩序的責任”為止。

### 外里海
協約國軍事行動始於1918年8月11日，當時馬利遜將軍干預以支持阿什哈巴特執行委員會，後者於1918年7月從跨里海鐵路的西端驅逐了塔什干蘇維埃布爾什維克。馬里遜已被授權以帝國和不列顚軍隊進行干預，稱為馬利遜行動。他將第19旁遮普步槍兵團機槍部分派到跨里海鐵路的拜拉姆阿里。在莫夫戰鬥後，他們與兵團的其餘人員會合。他們於8月28日與9月18日在卡卡採取了進一步的行動。9月25日，他們獲得第28輕騎兵部隊的兩個中隊的補強。他們隨後與跨里海部隊在Arman Sagad（10月9日至11日）和Dushak（10月14日）作戰。
到了11月1日，他們重新佔領了莫夫，在英國政府的指示下停止前進，並在拜拉姆·阿里建立防禦陣地。跨里海部隊繼續攻擊北部的布爾什維克。在跨里海部隊於Uch Aji被擊潰之後，其司令官Knollys上校派出第28輕騎兵部隊前往安嫩科沃支援。1919年1月，派出了第19屆旁遮普步槍兵團的一個連，以加強在安嫩科沃的陣地，並於1月16日發生了第二次戰鬥。英國政府於1月21日決定撤離該部隊，最後一批部隊於4月5日離開前往波斯。